# Mole Antonelliana

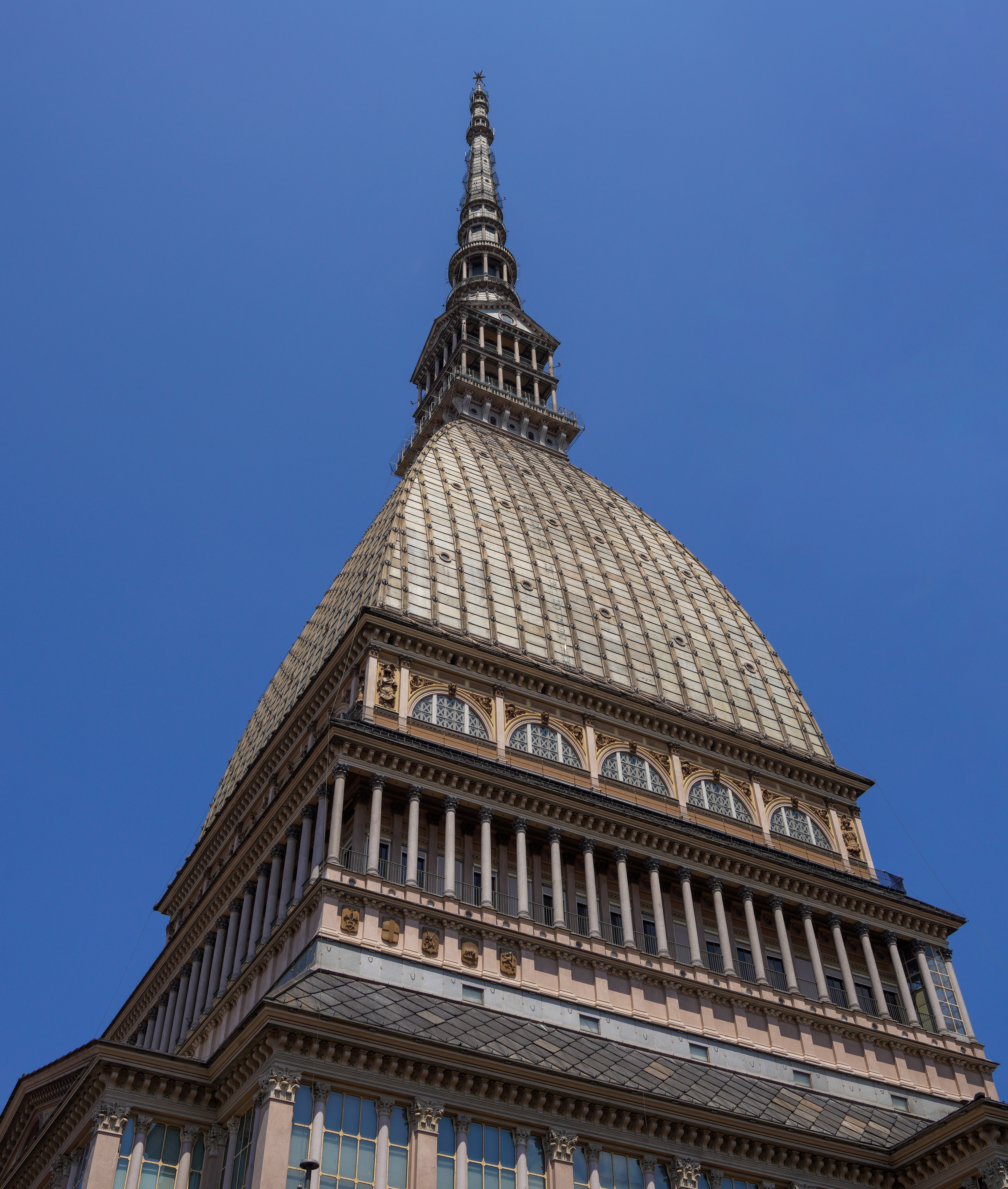
Mole Antonelliana.

Mole Antonelliana (italienskt uttal: [ˈmɔːle antonelˈljaːna]) är en byggnad i Turin, Italien, idag 165,5 meter hög. Bygget påbörjades 1863 och avslutades 1889. Den har namn efter dess ursprungliga arkitekt, Alessandro Antonelli. En mole är på italienska benämningen på en byggnad av monumentala proportioner. Den var med sina 167,5 meter 1889 världens högsta byggnad i tegel, något den fortfarande är.

## Historik och användning
Mole Antonelliana skapades ursprungligen som en synagoga för stadens mosaiska församling. Den härbärgerar idag Italiens filmmuseum, Museo Nazionale del Cinema, och är därmed också den högsta museibyggnaden i världen[källa behövs]. Den var den högsta italienska byggnad som rests före 1900-talet och är fortfarande staden Turins högsta byggnad.
Den 23 maj 1953 raserade stormvindar i kombination med en tromb de översta 47 metrarna av byggnaden. Spiran återuppbyggdes 1961 som en metallstruktur klädd i sten. Totalhöjden blev efter ombyggnaden 165,5 meter.

## Symbol
Byggnaden är symbol för staden Turin. Symbolen för Olympiska vinterspelen 2006 föreställer Mole Antonelliana utformad som iskristaller.